# Поликсена
Поликсена (грч. Πολυξένη) је у грчкој митологији била тројанска принцеза, кћерка Пријама и Хекабе.

## Етимологија
Њено име има значење „много гостију“.

## Митологија
О њеној судбини постоји више прича. Према једној, у последњој години тројанског рата, приликом разарања Троје, смртно су је ранили Диомед и Одисеј. Сахранио ју је Неоптелем. Према другој, она је преживела разарање Троје, али је постала робиња непријатељских Грка. Лађама су је одвели из сада већ разрушене Троје, али на путу ка трачком Херсону, ветрови су им ометали даљу пловидбу. Тада се појавила Ахилова сен у златном оклопу и захтевала да се Поликсена жртвује. Агамемнон је упркос томе покушавао да спасе принцезу, али су остале војсковође, посебно Тезејеви синови и Одисеј били упорни да се она ипак убије. То је учинио Неоптелем на Ахиловом гробу, пред читавом војском. Поликсена се при томе држала достојанствено и храбро, те је задивила Грке. Сахранили су је са највећим поштовањем.
Касније предање је говорило о љубави између Поликсене и Ахила. Ахил ју је први пут видео недалеко од Троје када је у заседи чекао њеног брата Троила или приликом церемоније коју је Хекаба обављала са својим кћеркама, Касандром и Поликсеном, које су иначе биле свештенице Минерве и Аполона. Још тада је Ахил послао Аутомедона Хектору са питањем како би могао да оствари брак са Поликсеном. Добио је одговор да мора да напусти своје савезнике и пређе на другу страну. Он би то и учинио, али је додатни услов био да ако не успе да пребегне из логора, мора да убије свог рођака Ајанта и Плистенове синове, што га је одвратило. Међутим, према неким наводима, Ахил касније није одустао од борбе због спора са Агамемноном око Брисеиде, већ како би показао добру вољу према Пријаму, Поликсенином оцу. Последњих дана рата, Поликсена је дошла Ахилу, како би са Пријамом и Андромахом, измолила мртво тело свог брата Хектора. Пријам му је при томе понудио благо, а Поликсена да постане његова робиња. Ахил је био толико очаран њоме, да је желео да јој да део блага, па чак због ње да пређе на страну Тројанаца. У тајној преписци са Хекабом, обавезао се да ће, ако добије руку њене кћерке, напустити бојно поље и наговорити остале јунаке да учине то исто. Венчање је требало да се обави у храму Тимбрејског Аполона, али када је Ахил пристигао, Парис га је устрелио. Када је то сазнала, Поликсена је отрчала у грчки логор и бацила се на Ахилов мач.
Постоји и прича која није потекла од Хомера и према којој је требало да Поликсена припадне Ахилу, али га је мрзела јер је убио њеног брата Троила. Зато је успела да га наведе да јој каже да му је пета једино рањиво место на телу. Она је то рекла Парису и Дејфобу који су га убили у храму отровном стрелом или копљем. У храм су утрчали Одисеј, Ајант и Диомед који су сумњали да је у питању завера и он им је умро на рукама, али их је претходно заклео да жртвују Поликсену на његовом гробу. Он је као дух у златном оклопу поново затражио то исто, јер је сматрао да и њему мора да допадне део „плена“. Ово је заправо требало да представља „венчање“, али не на земљи, већ на Елисијским пољима. Агамемнон је желео да је заштити речима да и најславнији јунаци ако су мртви, немају право на живе жене, али су Демофонт и Акамант, иначе бесни јер нису добили задовољавајући плен, пренели гласину да Агамемнон на тај начин жели да се приближи Поликсениној сестри Касандри. Тако је он стављен пред одлуку шта је вредније; Касандрина постеља или гроб једног јунака и морао је да попусти.

## У уметности
Еурипид је у трагедији „Хекаба“ описао Поликсенино жртвовање. Софокле је написао трагедију „Поликсена“, али она није сачувана. На многим сликама је представљено како Ахил напада Поликсену и њеног брата Троила, сцену у којој је он појио коња, а она захватала воду и приликом тог напада само она успела да побегне. Такође, постојале су и представе како Неоптелем жртвује Поликсену. Представе Поликсене су постојале на Акропољу у Атини, према наводима Паусаније.

## Тумачење
Код Хелена је постојао обичај сути, односно жртвовање удовице, који је водио порекло од индоевропског обичаја који је спречавао да се удовице поново удају. Обичај је био патријархалног карактера, али је временом ишчезао. Према Роберту Гревсу, осликан је у овом и још неким митовима, попут оног о Еуадни.

## Друге личности
Према Хигину, Поликсена је била и једна од Данаида, удата за Египтовог сина Египта.